# Florence Kelley

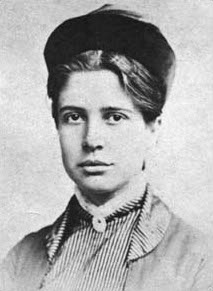
Florence Kelley

Florence Moltrop Kelley  (* 12. September 1859 in Philadelphia, Pennsylvania, USA; † 17. Februar 1932 in Germantown (Philadelphia), USA) war eine US-amerikanische Aktivistin, Sozialistin, Frauenrechtlerin und Kinderrechtlerin. Sie war die erste Fabrikinspektorin in den Vereinigten Staaten und trug zur Entwicklung des Arbeitsrechts und der Sozialfürsorge auf Landes- und Bundesebene in den Vereinigten Staaten bei. Sie setzte sich gegen Kinderarbeit und für die Regulierung der Arbeitszeit ein und es gelang ihr, den Mindestlohn in das US-Recht einzuführen. Sie war 1909 Mitbegründerin der National Association for the Advancement of Colored People (NAACP) und mehrere Jahre lang Vizepräsidentin der National American Woman Suffrage Association (NAWSA).

## Leben und Werk

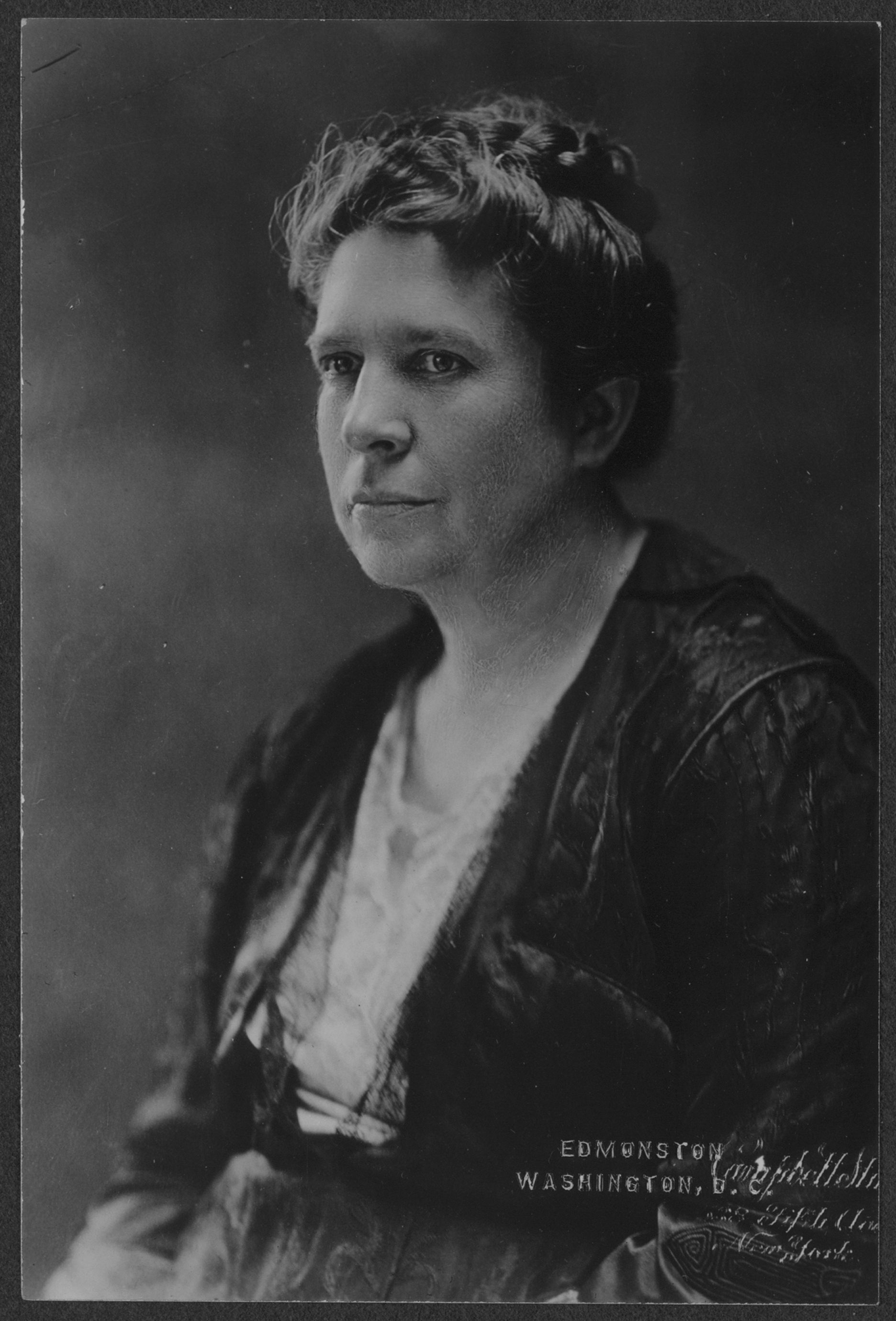
Florence Kelley, ca. 1910 bis 1916

Kelley war eine Tochter von acht Kindern des US-Kongressabgeordneten William D. Kelley und Caroline Bartram Bonsall. Sie studierte von 1876 bis 1882 an der Cornell University, wo sie mit einer Arbeit über Kinderarbeit abschloss. Sie bewarb sich dann an der University of Pennsylvania, wo sie Rechtswissenschaften studieren wollte, wurde jedoch aufgrund ihres Geschlechts nicht zugelassen. Nachdem sie ein Jahr lang Abendkurse für berufstätige Frauen in Philadelphia geleitet hatte, reiste sie nach Europa, wo sie die Universität Zürich besuchte. Dies war die erste europäische Universität, die Frauen Abschlüsse verlieh. Zürich war damals ein Bezugspunkt für europäische politische Dissidenten, insbesondere für die deutschen Sozialdemokraten. In Europa wurde Kelley Anhängerin von Karl Marx und Friedrich Engels und begann 1884 mit Zustimmung von Engels Die Lage der arbeitenden Klasse in England ins Englische zu übersetzen, die 1887 in den Vereinigten Staaten veröffentlicht wurde und der Engels 1892 ein Vorwort hinzufügte.
Während ihres Aufenthalts in der Schweiz lernte sie den russischen Medizinstudenten jüdischer Herkunft Kelley Lazare Wischnewetzky kennen, den sie 1884 heiratete. Nach der Geburt ihres ältesten Sohnes im Jahr 1885 zog sie mit ihrer Familie in die Vereinigten Staaten, wo sie zwei weitere Kinder bekam.  Das Verhältnis zu ihrem Mann verschlechterte sich und die beiden trennten sich 1891.
Sie nahm wieder ihren Mädchennamen an und zog mit ihren Kindern nach Chicago, wo sie acht Jahre lang lebte. Sie schloss sich hier Jane Addams, Ellen Gates Starr, Alzina Stevens, Mary McDowell, Edith Abbott, Grace Abbott, Julia Lathrop, Alice Hamilton, Sophonisba Breckinridge und anderen Sozialreformern in der 1889 gegründeten Sozialsiedlung Hull House an. Sie besuchte die Gegend um die Siedlung herum und untersuchte die Arbeitsbedingungen in den örtlichen Fabriken. Der Bericht dieser Umfrage wurde zusammen mit anderen folgenden Studien staatlichen Stellen vorgelegt, was dazu führte, dass die Gesetzgebung des Staates Illinois das erste Fabrikgesetz erließ, das die Beschäftigung von Kindern unter 14 Jahren verbot.

## Fabrikinspektionen

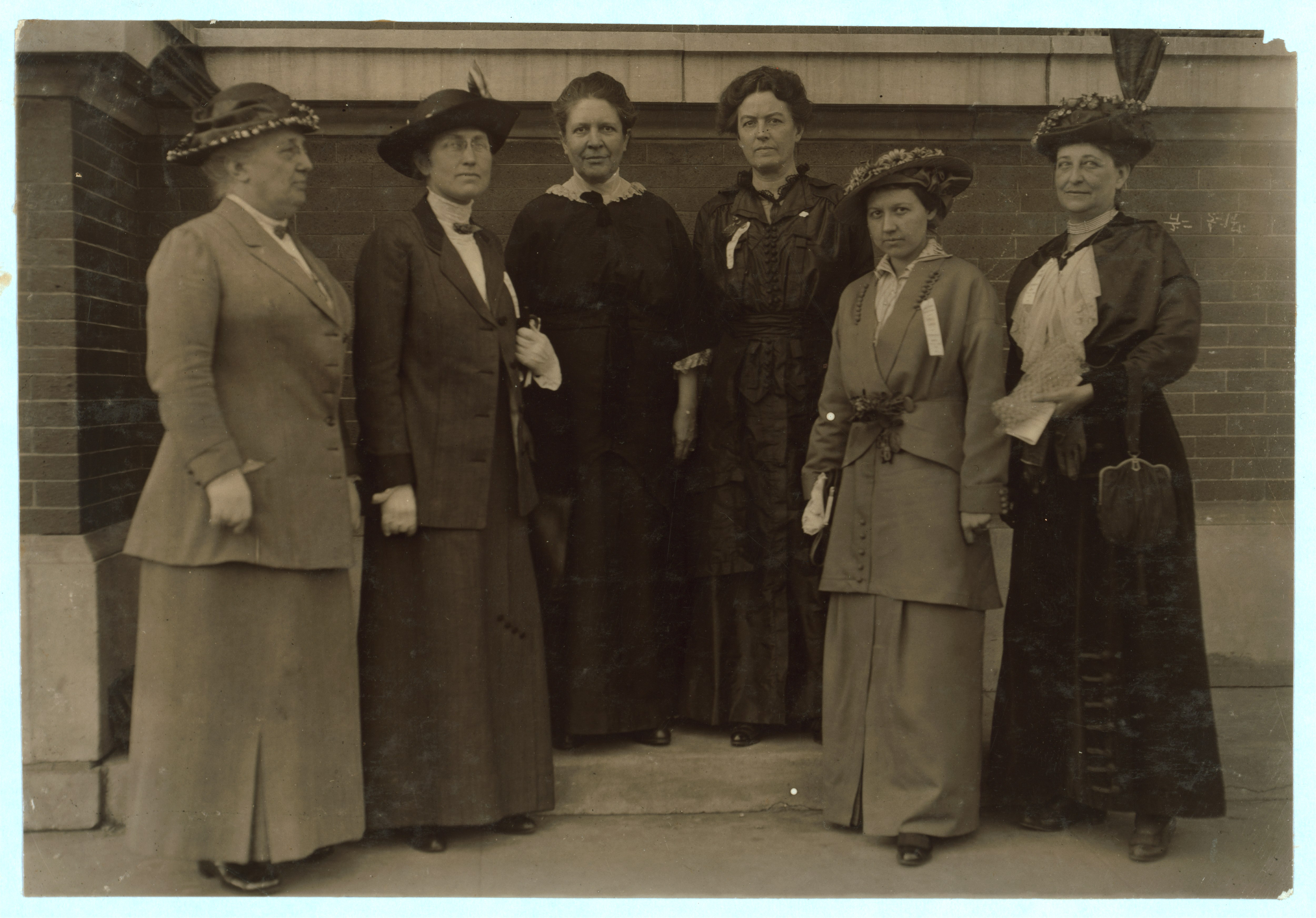
Fabrikinspektorinnen: Von links nach rechts: Ella Haas, State Factory Inspector, Dayton; Mary Malone, State Inspector Ten-Hour Law, Delaware; Florence Kelley, Chief State Factory Inspector of Illinois, 1893–1897; Jean Gordon, Fabrikinspektorin New Orleans, 1908; Madge Nave, Fabrikinspektorin Louisville, Kentucky; Martha D. Gould, Fabrikinspektorin New Orleans

John Peter Altgeld gehörte zu den vielen Besucher des Hull House. Als er 1892 zum Gouverneur von Illinois gewählt wurde, ernannte er Kelley im folgenden Jahr zur ersten leitenden Fabrikinspektorin des Staates, mit der Aufgabe, die Anwendung dieses Gesetzes zu überwachen. Kelley rekrutierte zwölf Mitarbeiter, darunter Alzina Stevens und Mary Kenney. 1894 gelang es Altgeld und Kelley, die staatliche Gesetzgebung davon zu überzeugen, ein Gesetz zur Bekämpfung der Kinderarbeit zu verabschieden.  Dazu gehörte ein Gesetz, das die Arbeitszeit von Frauen und Kinder auf maximal acht Stunden am Tag beschränkte. Dieser Erfolg war jedoch nur von kurzer Dauer und 1895 wurde das Gesetz von der Illinois Association of Manufacturers aufgehoben.
Zu dieser Zeit schrieb sich Kelly für den Rechtskurs an der Northwestern University Pritzker School of Law in Chicago ein, wo sie 1894 ihren Abschluss machte und als Anwältin zugelassen wurde.

### Pockenepidemie
Im Januar 1894 begann die Pockenepidemie und bis Mai 1894 waren über 1400 Fälle bekannt und mehr vermutete, aber nicht gemeldete Fälle. Am 1. Juli 1894 legte Kelley Gouverneur Altgeld einen Sonderbericht mit dem Titel „Pocken im Mietshaus und in den Sweat-Shops von Chicago“ vor. Die Fabrikinspektoren beanspruchten die Befugnis, Pockenfälle gemäß dem Fabrik- und Werkstattgesetz zu melden, das verlangte, dass jede Werkstatt und Fabrik in einem „sauberen“ Zustand gehalten wurde.
Die Pockenepidemie machte den Bewohnern von Chicago verständlicherweise Angst, zumal die in den Mietskasernen hergestellten Kleidungsstücke in der ganzen Stadt verkauft und außerhalb des Staates verschifft wurden. Kelley und ihre Inspektoren schenkten den Stoffherstellern besondere Aufmerksamkeit, da bekannt war, dass Pocken in Kleidungsstücken und Stoffen übertragen werden konnten.
Kelley und ihre Kollegen berichteten detailliert über die Mängel der Arbeit der städtischen Gesundheitsinspektoren. Für die Fabrikinspektoren und ihre politischen Verbündeten war die Pockenepidemie eine tragische Gelegenheit, die Zustände in den Mietskasernen öffentlich bekannt zu machen. Der Gesundheitszustand der Kinder in den Mietskasernen und Sweatshops war aus vielen Gründen schlecht, wie schlechte sanitäre Einrichtungen, nicht eingesammelter Müll, Cholera, Ruhr, Typhus, Tuberkulose, Malaria, Mangel an frischem fließendem Wasser, kontaminierte Lebensmittel und Mangel an angemessener Ernährung, Lebens- und Arbeitsbedingungen in heruntergekommenen Gebäuden, umgeben von gefährlichen Maschinen, Vernachlässigung und Nachlässigkeit der Eltern, Gewalt zu Hause und viele andere Aspekte des täglichen Lebens, mit denen diese Kinder tagtäglich konfrontiert waren. Die überfüllten Wohnungen für die Menschen, die in noch größerer Zahl in die Stadt strömten, als sich die Wirtschaftskrise von 1893 vertiefte, verschlimmerten viele Gesundheitsprobleme in den Mietskasernen.

## National Consumers League
Nachdem sie im August 1897 unerwartet als Chief Factory Inspector entlassen worden war, arbeitete Kelley im Dezember 1897 als Teilzeitbibliothekarin für die John Crerar Library, eine spezielle Referenzsammlung, die vom Nachlass von John Crerar eingerichtet wurde. Um ihren Lebensunterhalt zu verdienen, begann sie erneut mit Schreiben, Übersetzen und dem Lektorat. Die Stelle in der Bibliothek von John Crerar war eine Notlösung bis zu ihrer Ernennung zur Sekretärin der National Consumers League (NCL) am 1. Mai 1899 und die ihren Umzug nach New York City erforderte. Sie lebte dort im Henry Street Settlement.
Zu diesem Zeitpunkt erwirkte Kelley eine offizielle Scheidung von ihrem Ehemann und erhielt das dauerhafte Sorgerecht für ihre drei Kinder und auch das Recht, den Namen Florence Kelley zu verwenden, unter dem sie seit 1892 in Chicago bekannt war.
Das Hauptziel der NCL war es, einen Mindestlohn und eine Begrenzung der Arbeitszeit von Frauen und Kindern zu erreichen. Kelly reiste durch das Land und hielt Vorträge über die Arbeitsbedingungen in den Vereinigten Staaten.
Eine wichtige Initiative von Kelley war,  dass  Arbeitgebern, deren Arbeitspraktiken der Anerkennung des NCL für Fairness und Sicherheit entsprachen,  das Recht eingeräumt wurde, das White Label des NCL zu tragen. Daraufhin forderte die NCL die Verbraucher auf, jene Waren zu boykottieren, die das Recht zur Verwendung des Labels nicht erhalten haben.

## Einsatz für Frauenrechte und Kinderrechte

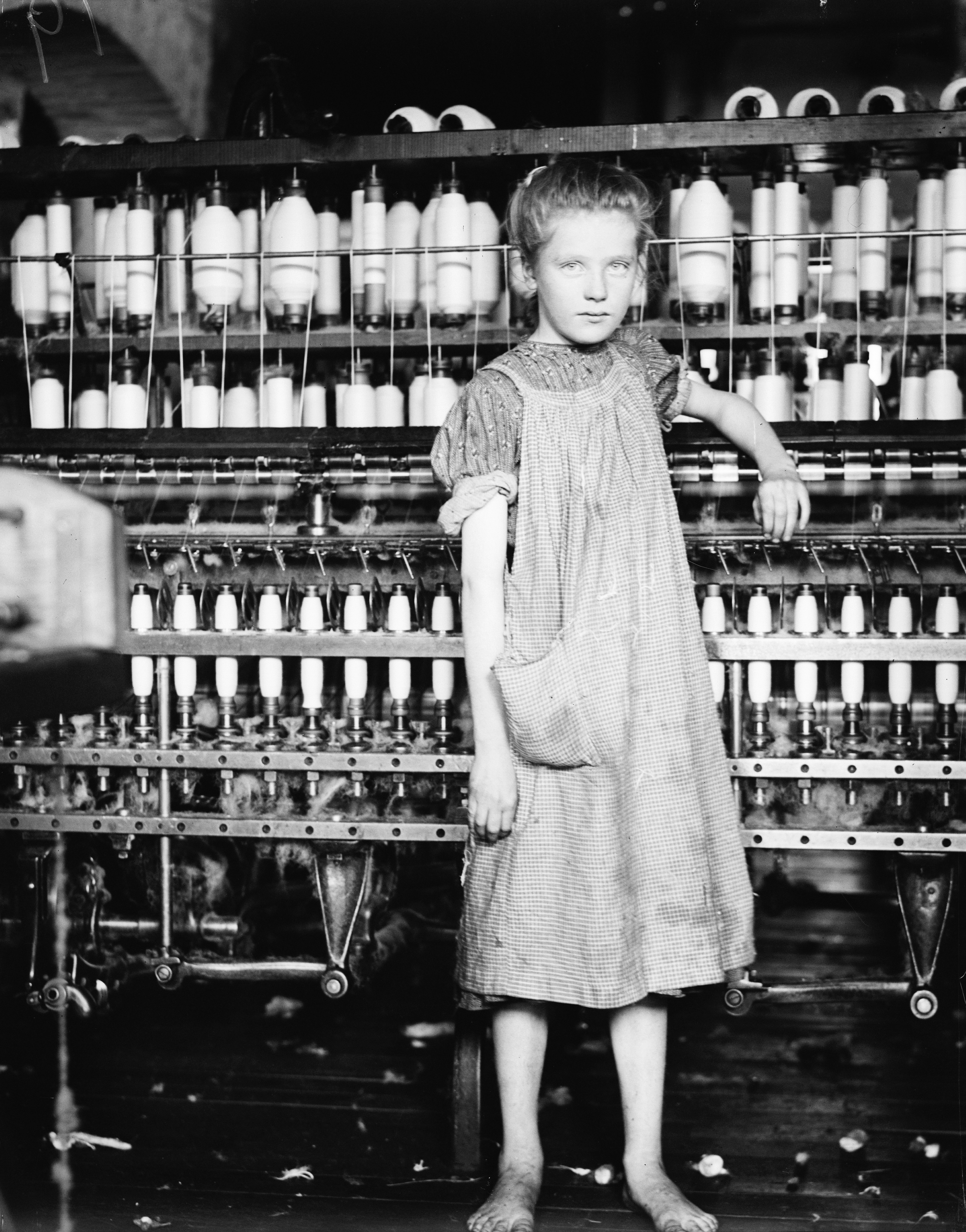
Bild von Addie Card, 12 Jahre, in einer Baumwollspinnerei in North Pownal, Vermont. 1910

Im September 1905 schloss sich Kelley mit Upton Sinclair und Jack London zusammen, um die Intercollegiate Socialist Society zu gründen, um das Studium und die Diskussion des Sozialismus an Hochschulen zu fördern. Weitere Mitglieder waren Clarence Darrow, Anna Strunsky, Bertram Wolfe, Jay Lovestone, Rose Pastor Stokes und James Graham Phelps Stokes. In den nächsten Jahren war Kelly eine häufige Rednerin an amerikanischen Universitäten, und eine der Studentinnen, die sie für die Sache rekrutierte, war Frances Perkins, die Frau, die schließlich die erste Kabinettsministerin des Landes werden sollte und die Person, die dafür verantwortlich war, dass der Kinderarbeit in Amerika ein Ende gesetzt wurde.
Kelley war eine starke Befürworterin des Frauenwahlrechts und der afroamerikanischen Bürgerrechte und half 1909 bei der Gründung der National Association for the Advancement of Colored People (NAACP). Sie gründete 1911 das National Labour Committee  und war 1919 Gründungsmitglied der Women’s International League for Peace and Freedom und mehrere Jahre lang Vizepräsidentin der National American Woman Suffrage Association.
Kelley war eine überzeugte Pazifistin, die sich gegen die Beteiligung der USA am Ersten Weltkrieg aussprach und Mitglied der Woman's Peace Party war (WPP) und der Internationalen Frauenliga für Frieden und Freiheit (WILPF). Sie setzte sich bei dem Kongress für die Verabschiedung des Keating-Owen Child Labour Act von 1916 ein, das den Verkauf von Produkten verbot, die in Fabriken hergestellt wurden, in denen Kinder unter dreizehn Jahren beschäftigt waren.
Kelley starb 1932 im Stadtteil Germantown in Philadelphia und wurde auf dem Laurel Hill Cemetery in Philadelphia begraben.

## Veröffentlichungen (Auswahl)
- 1886: Notes of Sixty Years: The Autobiography of Florence Kelley. Chicago: C.H. Kerr Pub. Co.
- 1887:  The Need of Theoretical Preparation for Philanthropic Work.
- 1905:  Some Ethical Gains Through Legislation.
- 1908: The Responsibility of the Consumer. The Annals of the American Academy of Political and Social Science Vol. 32, Supplement 22. Child Labor and Social Progress. Proceedings of the Fourth Annual Meeting of the National Child Labor Committee, S. 108–112.
- 1913: The Present Status of Minimum Wage Legislation. New York City: National Consumers’ League.
- 1914:  Modern Industry in Relation to the Family. New York: Longmans, Green.
- 1922: Twenty Questions about the Federal Amendment. Proposed by the National Woman's Party. New York: National Consumers’ League.
- 1925: The Supreme Court and Minimum Wage Legislation
- 1927: Autobiography